# Nicolae Voicu
Nicolae Voicu (n. 23 noiembrie 1955, Galați, România) este un fost atlet român, specializat în proba de 3000 de metri cu obstacole.

## Carieră
Sportivul s-a născut în 1955 în Galați. A fost legitimat la Metalul având antrenor pe Georgeta Dumitrescu. Primule rezultate notabile pe plan internațional au fost medalia de argint la Balcaniadă de cros din 1974 la concursul individual al juniorilor și medalia de aur cu echipa României (sub 20). La seniori el a fost de două ori campion național la 1500 m, în anii 1981 și 1982.
În proba sa preferată, 3000 de metri cu obstacole, atletul deține recordul național de tineret (sub 23) cu timpul de 8:29,6, stabilit în 1977 la București. În anul 1980 a participat la Jocurile Olimpice din 1980 de la Moscova, dar nu a reușit să se califice în finală. La Universiada din 1981, la București, a obținut locul șapte.